# موسى إيروغلو
موسى إيروغلو (بالتركية: Musa Eroğlu)‏ هو مغني فلكلوري وموسيقي تركي، يشتهر بأغانيه الشعبية القديمة وعزفه على آلة الساز، حيثُ بدأ مسيرته الفنية عام 1969.

## حياته
ولد موسى ونشأ في مدينة موط والتي تقع في مقاطعة ميرسين التركية، حيثُ نشأ في أسرة علوية تركمانية. تعلم منذ صغر سنه الرقص التركي الفلكلوري بالإضافة للموسيقى. شارك في مسابقة راديو أنقرة لكنه لم ينجح فيها، وفي سنة 1969 أصدر أول تسجيل له باسم "İkimiz Toprağa Girelim Elif".